# 4386 Лест
4386 Лест (4386 Lust) — астероїд головного поясу, відкритий 26 вересня 1960 року.
Тіссеранів параметр щодо Юпітера — 3,143.